# St. Albanbrücke
Die St. Albanbrücke war ein Rheinübergang in der Schweizer Stadt Basel, war von 1955 bis 1973 in Betrieb und musste der zehnspurigen Schwarzwaldbrücke weichen. Sie war die erste Brücke mit einer orthotropen Fahrbahnplatte der Schweiz.

## Vorgeschichte
Als am Anfang des 20. Jahrhunderts, im Jahr 1901, ein Baulinienplan für die Erweiterung der Quartiere Wettstein, St. Alban und Breite festgelegt wurde, war darin auch eine 120 Meter unterhalb der Verbindungsbahnbrücke liegende Strassenbrücke eingezeichnet. Nach dem Ersten Weltkrieg begann die Bevölkerung, den Bau dieser Brücke zu fordern. 1926 wurde ein Kredit für eine Vorstudie eines weiteren Rheinüberganges bewilligt, und am 7. August desselben Jahres forderte ein Volksbegehren die baldige Erstellung der Hallwilerbrücke. Der Erstellung der Dreirosenbrücke wurde aber der Vorrang zugesprochen, zumal abgeklärt werden sollte, ob eine neue Brücke, die Hallwiler- bzw. Breitebrücke, nicht als eine doppelstöckige Kombination mit der umzubauenden Eisenbahnbrücke erstellt werden sollte. Da die nötige Verbreiterung der Wettsteinbrücke auch noch anstand, wurde der Bau der Brücke weiter verschoben. Die Brücke wurde aber immer dringender, da mit dieser der Durchgangsverkehr Rhein–Wiesental und der Schwerverkehr Rheinhafen–Innerschweiz kanalisiert werden sollte.
Im Juni 1949 legte der Grosse Rat von Basel einen Ratschlag für den Bau einer den Bedürfnissen der Rheinschifffahrt Rechnung tragenden Hängebrücke mit einer Spannweite von 220 Metern vor. Doch auch diesem Projekt war kein günstiges Schicksal beschieden, und die eingesetzte Kommission legte nach einem über dreijährigen Studium den Bau einer Spannbetonbrücke mit einer Mittelöffnung von 135 Metern vor. Da Erfahrungen mit Spannbeton noch weitgehend fehlten, entschied sich die Regierung, eine Leichtstahlbalken-Brücke über den Rhein zu bauen, und am 10. Mai 1953 stimmte das Volk dem Bau der St. Albanbrücke zu.

## Brücke
Im Juli 1953 begannen die Bauarbeiten. Die Firma Buss AG, das Ingenieurbureau A. Aegerter, die Dr. O. Bosshardt AG und die Tiefbaufirma Ed. Züblin & Cie. AG bauten eine 250 m lange geschweisste Plattenbalkenbrücke mit orthotroper Fahrbahnplatte, die auf zwei Pfeilern ruhte. Die drei Felder hatten Spannweiten von 57,5 m, 135,0 m und 57,5 m. Bei einer maximalen Bauhöhe von 5,6 Metern über den Pfeilern und 2,75 Metern im Hauptfeld wies das Bauwerk eine Breite von 22 Metern auf. Die Fahrbahn hatte vier Spuren à 3 m, zwei mit diesen auf gleicher Höhe liegende Velostreifen von je 2 m Breite und zwei Gehwege von je 3 m Breite. Die Fahrbahn wies im Scheitel eine Überhöhung von 1,30 m gegenüber den Widerlagern auf. Nach einer Bauzeit von nur 21½ Monaten rollte am 2. April 1955 erstmals der Verkehr über die elegante Brücke, deren leichte Bauweise ihr rasch den Übernamen Zitterbrücke eintrug. Am 18. und 19. Juni 1955 fand zur Einweihung der Brücke ein Volksfest statt.

## Abbruch
Schon bald zeigte sich, dass die Brücke im Zusammenhang mit der geplanten Verbindung der Autobahnen A2, A3 und der deutschen A5 zu klein war und durch eine breitere Autobahnbrücke ersetzt werden musste. In der Lücke zwischen der Verbindungsbahnbrücke und der St. Albanbrücke wurde daraufhin die zehnspurige Autobahnbrücke, die Schwarzwaldbrücke, erstellt. 1973 wurde die St. Albanbrücke abgebrochen; an der Stelle des Nordkopfes der Brücke befindet sich heute das Museum Tinguely.